# Віргата
Вірга́та (англ. virgate; yardland; лат. virgata) — одиниця вимірювання площі земельних ділянок у середньовічній Англії, що дорівнює 1/4 частині гайди. Величина віргати у різних районах країни коливалась від 20 до 70 акрів, однак найбільш розповсюджений її розмір становив 30 акрів.
Вперше віргата згадується у «Правді Іне» кінця VII століття як базова величина земельного тримання селянина від свого сеньйора. Спочатку віргата являла собою смугу ріллі шириною в один род (тобто в одну палицю для погону худоби) від кожного акра у гайді. Назва віргата походить від лат. virga, що означало «палиця для погону худоби». Пізніше віргата перетворилась у нормативну одиницю площі земельного наділу залежного селянина у рамках маноріального господарства. Якщо гайда спочатку являла собою земельну ділянку вільного англосаксонського керла, то віргата — стандартний наділ феодально-залежного віллана.
За користування віргатою землі були встановлені різноманітні відробіткові, натуральні та грошові повинності, розмір яких сильно коливався в залежності від регіону і залежала від волі феодала та традицій, які існували у даному маєтку. Ці повинності могли бути дуже значними і доходити до чотириденної панщини і великого грошового оброку. Визначення обсягу належних феодалові платежів та робіт проводилось з розрахунку віргати і за дроблення селянських наділів їх величина залишалась незмінною на 1 віргату. Хоча стандартний наділ віллана становив 1 віргату, існували категорії селян (коттаріїв і бордаріїв, у першу чергу), які володіли ділянками площею менше половини віргати. Дроблення наділу також відбувалось у процесі успадкування та здійсненні угод із землею.